# 110
El año 110 (CX) fue un año común comenzado en martes del calendario juliano, en vigor en aquella fecha.
En el Imperio romano el año fue nombrado como «el del consulado de Priscino y Escipión» o menos comúnmente, como el 863 ab urbe condita, siendo su denominación como 110 a principios de la Edad Media, al establecerse el anno Domini.

## Acontecimientos
- El Imperio romano tiene más de 75.000 kilómetros de calzadas.
- El historiador romano Suetonio publica De viris illustribus.
- En Roma, el arquitecto sirio Apolodoro de Damasco construye el Foro de Trajano.
- Tácito es nombrado procónsul de la provincia de Asia (110–113).
- En el suroeste de China se registra un terremoto, con miles de muertos. (Véase Terremotos de la Antigüedad).[1]

## Nacimientos
- Hua Tuo, doctor chino.
- Hegesipo de Jerusalén, escritor cristiano.

## Fallecimientos
- Duan Xi, protector general chino de las regiones occidentales durante la dinastía Han.